# Sintula orientalis
Sintula orientalis là một loài nhện trong họ Linyphiidae.
Loài này thuộc chi Sintula. Sintula orientalis được Robert Bosmans miêu tả năm 1991.